# 白氏新内溪蟹
白氏新内溪蟹（学名：Neotiwaripotamon whiteheadi）为溪蟹科新内溪蟹属的动物。在中国大陆，分布于海南岛等地，主要栖息于山溪中。其生存的海拔范围为500至1000米。